# Rheinische Kantorei
Die Rheinische Kantorei ist eine deutsche Kantorei.
Die Rheinische Kantorei wurde 1977 als Jugendkantorei Dormagen von Hermann Max gegründet. Seit 1985 trägt sie den Namen Rheinische Kantorei. Die Kantorei  ist auf Musik aus Renaissance, Barock und Klassik spezialisiert. Die Singstimmen sind in der Regel drei- bis vierfach besetzt und sind dem italienischen Gesangsideal des 17. und 18. Jahrhunderts verpflichtet. Die Musik der Kantorei wurden mit zahlreichen Aufnahmen für verschiedene Rundfunkanstalten dokumentiert. 1984 gewann die Jugendkantorei den Wettbewerb Let the Peoples Sing in der Kategorie Kammerchöre.

## Preise und Auszeichnungen
- Grand Prix du Disque
- Diapason d’or
- Deutscher Schallplattenpreis
- ECHO Klassik